# Расулов, Джабар Расулович

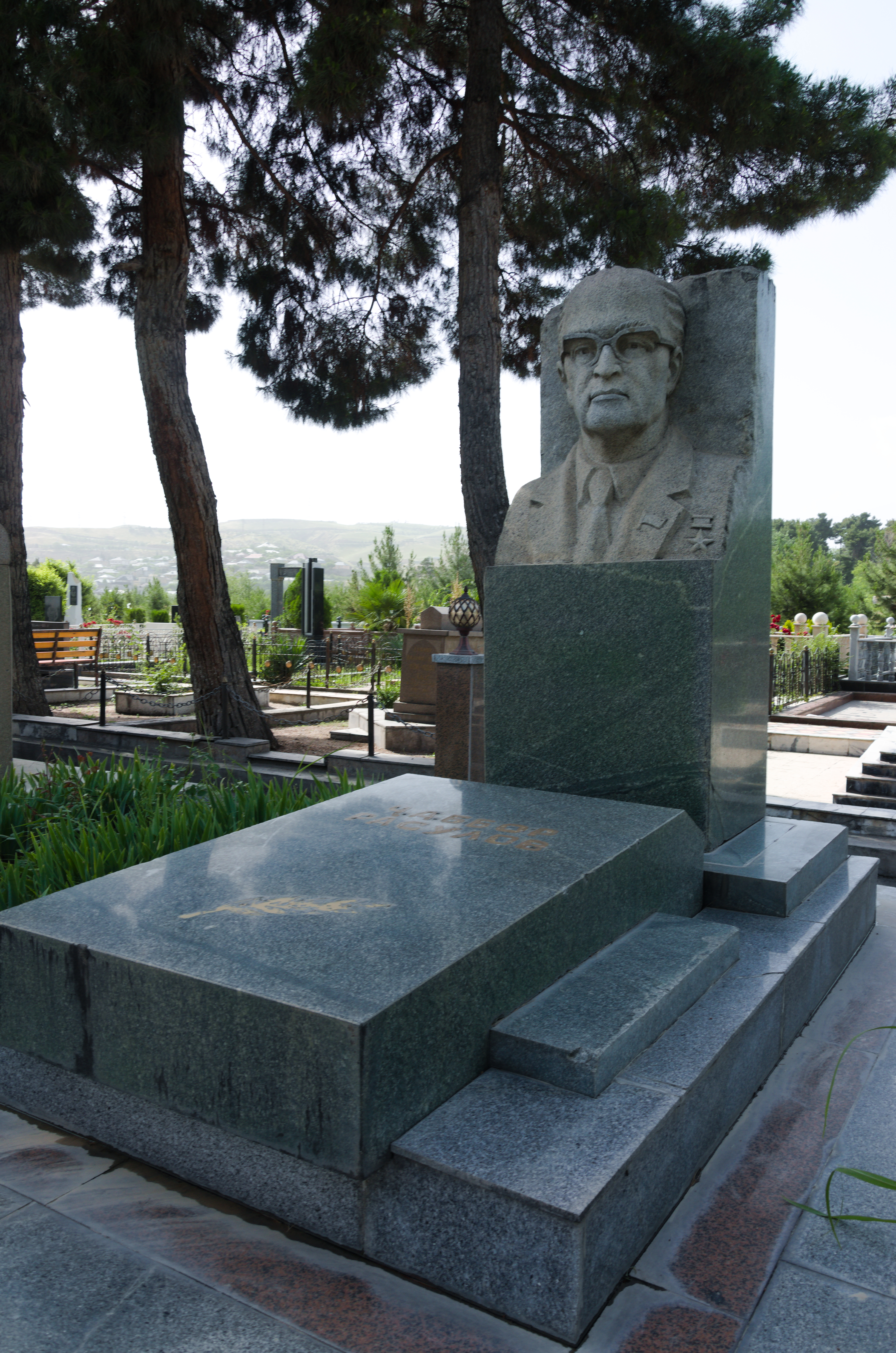
место погребения на Лучобском мемориале в Душанбе

Джаба́р (Джаббо́р) Расу́лович Расу́лов (тадж. Ҷаббор Расулович Расулов; 10 июля 1913, Ходжент, Российская империя — 4 апреля 1982, Душанбе, СССР) — советский государственный и партийный деятель, учёный-агроном, доктор сельскохозяйственных наук, профессор. Первый секретарь ЦК Компартии Таджикской ССР с 12 апреля 1961 года по 4 апреля 1982 года.
Председатель Совета министров Таджикской ССР в 1946—1956 годах, народный комиссар (министр) иностранных дел Таджикской ССР в 1946—1955 годах, первый заместитель министра сельского хозяйства СССР в 1955—1958 годах, посол СССР в Того в 1960—1961 годах. Герой Социалистического Труда, девятикратный кавалер ордена Ленина, кавалер ордена Октябрьской Революции, кавалер ордена Отечественной войны II степени, трёхкратный кавалер орден Трудового Красного Знамени, обладатель многочисленных медалей. Один из личностей, способствовавших индустриализации Таджикистана, а также поднявших сельское хозяйство Таджикистана на новый уровень.

## Биография
Джабар Расулович Расулов родился 10 июля 1913 года в городе Ходженте (сейчас Худжанд). Его отец являлся обычным рабочим-строителем. В 1931 году поступил в Среднеазиатский хлопково-ирригационный институт (сейчас Ташкентский государственный технический университет) в Ташкенте, который окончил в 1934 году по специальности «хлопковод-агроном». Был направлен на работу в качестве агронома-хлопковода «для освоения безжизненных земель» Вахшской долины в Центральную молодёжную хлопководческую сельскую станцию ЦК ЛКСМ Таджикской ССР на юге республики (сейчас Хатлонская область). В 1935—1938 годах работал агрономом хлопкового управления Народного комиссариата земледелия Таджикской ССР, в 1938—1940 годах — начальником зернового управления Народного комиссариата земледелия Таджикской ССР.
В 1939 году стал членом Всесоюзной коммунистической партии большевиков (предшественницы КПСС). В 1940—1941 годах работал заместителем народного комиссара (то есть министра) земледелия Таджикской ССР. В период Великой Отечественной войны, с 1941 по 1945 год являлся народным комиссаром (то есть министром) земледелия Таджикской ССР. В 1946 году работал в должности народного комиссара технических культур Таджикской ССР.
Несколько раз встречался и общался с Иосифом Сталиным. С августа 1946 по 27 марта 1955 года являлся председателем Совета министров Таджикской ССР, одновременно, с 1948 года, занимал пост министра иностранных дел республики. Имел дипломатический ранг чрезвычайного и полномочного посла. 27 марта 1955 года назначен первым заместителем министра сельского хозяйства СССР и переехал на работу в Москву, изначально курировал сельскохозяйственные проекты среднеазиатских республик, затем был переведён в сектор для развития сельского хозяйства Украинской ССР. Благодаря усилиям Джабара Расулова, в Украинской ССР получило широкое развитие культивирование и производство пшеницы. Проработал в должности первого заместителяя министра сельского хозяйства СССР до 1958 года.
В 1958—1960 годах работал одним из секретарей ЦК Коммунистической партии Таджикской ССР во главе с Турсунбаем Ульджабаевым, войдя в состав руководства республики. В июне 1960 года Джабар Расулов был направлен в качестве чрезвычайного и полномочного посла СССР в Тоголезскую Республику, которая получила независимость от Франции 27 апреля того же года. Таким образом, Расулов стал первым послом СССР/России в Того. Проработал послом до апреля 1961 года. Во время работы Расулова послом СССР в Того, между странами впервые было заключено торговое соглашение.
После завершения своей дипломатической миссии и возвращения в СССР, 12 апреля 1961 года был назначен первым секретарём Центрального комитета Коммунистической партии Таджикской ССР (ЦК КП ТаджССР) — то есть руководителем республики вместо Турсунбая Ульджабаева, уволенного со своего поста и исключённого из партии за ряд нарушений и скандалов.
С 12 апреля 1961 года до конца жизни — первый секретарь Центрального Комитета Коммунистической партии Таджикистана. В период работы во главе республики, также являлся постоянным членом ЦК КПСС.
Член Центральной ревизионной комиссии КПСС (1952—1956).
Депутат Верховного Совета СССР и Верховного Совета Таджикской ССР 2-10 созывов.
Джабар Расулов скончался 4 апреля 1982 года, в 68-м году жизни. Был похоронен с почестями в Парке имени Садриддина Айни в Душанбе. В октябре 2017 года прах Джабара Расулова и других видных деятелей похороненных в этом парке, тайно, без уведомления родственников умерших перезахоронили в мемориальный комплекс-кладбище Лучобского парка на северной окраине Душанбе. Это вызвало протесты родственников и близких перезахороненных, которые упрекнули власти в бесцеремонном отношении к похороненным и их потомкам. Точные причины такого массового перезахоронения таких видных деятелей неизвестны, так как власти отказались давать комментарии.

## Награды и звания
- Герой Социалистического Труда (26 февраля 1981)
- 9 орденов Ленина (1944, 1946, 1948, 1949, 1954, 1957, 1963, 1973, 1981)
- Орден Октябрьской Революции (1971)
- Орден Отечественной войны II степени (1945)
- 3 ордена Трудового Красного Знамени (1939, 1965, 1976)
- Многочисленные всесоюзные и республиканские медали

## Память
В честь Джаббора Расулова названы ряд улиц и школ в городах и населённых пунктах Таджикистана. Постановлением Верховного Совета Республики Таджикистан от 28 декабря 1993 года, Пролетарский район Ленинабадской (ныне Согдийской) области был переименован в Джаббар-Расуловский (Джаббор-Расуловский) район (тадж. Ноҳияи Ҷаббор Расулов). В здании правительства республики находится памятная доска в честь государственного деятеля.

## Личность и характер, оценки деятельности
Современники, и лично знакомые с ним люди рассказывают, что Джаббор Расулов был весьма скромным и простым человеком. Один знакомых с ним людей вспоминает, что «его чрезмерная скромность, иногда доходила, на мой взгляд, до болезненно-маниакальной». «Он в отличие от своего предшественника (то есть Турсунбая Ульджабаева) до такой степени был далёк от коррупции, что даже во время своих командировок по регионам республики брал с собой свою еду из дома, чтобы председатели колхозов и совхозов не готовили ему угощений и под этим предлогом не присваивали социалистическое (государственное) имущество. Был весьма неприхотлив. Как глава целой республики, имел всего два костюма — один для повседневной работы, другой для командировок в Москву и другие регионы СССР. По характеру был весьма добрым и мягким человеком». Леонид Брежнев называл Расулова «настоящим интеллигентом» и очень любил его. Один из его ближайших соратников рассказывал, что «когда скончался Джаббор Расулович, была создана похоронная комиссия. Члены комиссии при участии свидетелей открыли сейф Расулова и нашли в нём его сберкнижку, на которой было 4 тысячи 200 рублей. Расулов за 21 год руководства республикой скопил всего 4200 рублей (примерно 3000 долларов США по тогдашнему курсу), которых не хватило бы даже на покупку автомобиля „Жигули“, не говоря уже о „Волге“. „Жигули“ стоили тогда 6 тысяч рублей».
Доктор экономических наук, профессор Вахаб Вахидов, лично знакомый с Расуловым рассказывает, что он был немногословным, но в то же время умел как на таджикском, так и на русском выражать свои мысли чётко, кратко и по существу, того же требовал от подчинённых, из-за чего собрания с его участием проходили быстро, а на часами. Кроме своего родного таджикского языка (говорил с заметным худжандским говором), в совершенстве владел русским и узбекским языками. Вахидов продолжает: «Помню, однажды на каком-то собрании выступающий, рассказывая о достижениях, начал примерно так: „Как вы указали, Джаббор Расулович“, „Как вы правильно отметили, Джаббор Расулович“ и так далее. И вот наблюдаю, что Расулов пронзительно смотрит на него сквозь очки c толстой оправой (все мы знали, что таким образом он выражал свое недовольство) и вдруг останавливает его: „Давай кончай с этим делом, говори конкретно о своей работе!“ И отругал его за то, что тот таким образом хочет ему угодить и понравиться. Он мало фотографировался и не допускал хвалебных слов в адрес себя и других руководителей, просил показывать его как можно меньше по республиканскому телевидению, из-за чего его не каждый день показывали по телевизору, да и в печати о нём писали не часто». Его современники также вспоминают, что Расулов «редко хвалил своих подчиненных, но при необходимости мог дать им высокую оценку. Помнится случай, когда в 1978 году после ознакомления с делами в сельском хозяйстве в Курган-Тюбинской и Кулябской областях, я подготовил подробную информацию, и она была опубликована через ТаджикТА в республиканской печати. На следующий день уже в 7 утра он срочно вызывает меня к себе. „Читал?“ — спросил он строго. Я ответил утвердительно, а сам боюсь: неужели прошла ошибка? „Учитывая твою молодость и хорошее будущее, прощаю тебя, но впредь при печати таких отчетов будешь привлечен к ответственности“, сказал он и объяснил, что хвалить его нет необходимости, вместо этого целесообразней было бы поместить в материале дельные предложения по устранению проблем от 3-4 руководителей хозяйств и других ответственных лиц. Он просил впредь о результатах таких рабочих поездок писать кратко, сообщив о замечаниях и пожеланиях, и вполне достаточно, если будет написано, что во встрече принимал участие, допустим, сам Вахидов или он сам. Это был человек, беззаветно преданный коммунистическим идеалам, партии и государству, его воспитавшим».
Его не могли не напугать в какой-то степени обстоятельства, с которыми столкнулся его предшественник Турсунбай Ульджабаев, который был не только снят с должности, но и исключен из рядов коммунистов. Расулов был кристально честен. К примеру, он всегда расплачивался за все сам. Когда его не стало, по рассказам очевидцев, в его сейфе помимо 4200 советских рублей, была и огромная стопка всевозможных квитанций об оплате. Думаю, все они были собраны и хранились годами не зря: если когда-нибудь его в чём-нибудь захотели бы уличить, он смог бы с высоко поднятой головой доказать свою честность. К тому же, по рассказам очевидцев, когда он стал руководителем республики, то отправил в отпуск свою родную сестру Мухаррам, которая работала заместителем министра просвещения республики. Когда она вернулась из отпуска, то узнала, что освобождена от занимаемой должности по решению своего брата. Рассказывают также, что Расулов ежемесячно давал милиционеру, дежурившему на проходной его дома, по 100 рублей, помогая его многодетной семье, а зарплату народного депутата Верховного Совета он отдавал в один из детских домов. Меня удивила чересчур скромная обстановка его дома: старый ковёр на стене, стол, стулья, кровать и шкаф, где висел всего один костюм. Все это засело в глубине моей памяти. А дочь Джаббора Расулова — Ирина? Она ведь работала учительницей иностранного языка в самой обычной школе, и немногие знают, что известный энергетик Георгий Тихонов, в свое время управлявший трестом «Таджикгидроэнергостой», был её мужем. После его похорон, дочь Ирина рассказала мне, что её отец хранил в своём единственном шкафу старый, залатанный национальный таджикский халат (чапан), и когда она предложила отцу избавиться от него, Расулов сказал: «Мой отец просил хранить этот халат и время от времени смотреть на него, чтобы не забывать о своих корнях, что мы из семьи простых бедняков»".
Люди в руководстве республики в последние годы правления Расулова часто критиковали его за то, что он якобы занимался только вопросами сельского хозяйства, так как сам был агрономом, а на промышленность не уделяет должного внимания. Один из его соратников И. Каландаров утверждает, что это не совсем так: «То, что это не так, подтверждают не только очевидцы, его соратники и друзья, но и документы партийного архива Института политических исследований компартии республики. Там сообщается, что промышленность республики с 1970 по 1980 год стала многоотраслевой и включала 400 современных предприятий невиданных до этого 100 отраслей, в том числе цветной металлургии, машиностроения, электротехнической, производства стройматериалов, легкой, пищевой, химической, горной промышленности и других. Были построены Нурекская ГЭС, Таджикский алюминиевый и Вахшский азотно-туковый заводы. Если Таджикистан чего-то и достиг за 70 лет своего советского существования, то половина этих достижений пришлась на период его руководства. Большое внимание уделялось вопросам здравоохранения, образования, культуры и искусства».

## Примечание
1. 1 2 3 4  Честное имя, или 21 год правления Джаббора Расулова. TOPTJ.com. Дата обращения: 11 апреля 2020. Архивировано 11 апреля 2020 года.
2. ↑  Абдулло Ашуров. От Гафурова до Рахмона: Взгляд на заслуги пяти руководителей Таджикистана. Радио Озоди (31 августа 2014). Дата обращения: 3 апреля 2020. Архивировано 11 апреля 2020 года.